# Materialismo científico
Materialismo científico, ou Materialismo Vulgar (Vulgärmaterialismus em alemão), refere-se a uma corrente filosófica radical do Materialismo que surgiu na metade do século XIX, especialmente no contexto germânico, muito associada ao desenvolvimento científico da época, especificamente ao surgimento da biologia moderna, sendo uma confluência de materialismos pós-hegelianos, como as elaborações de Ludwig Feuerbach e demais jovens hegelianos, e da consolidação e crescimento das ciências naturais, principalmente no âmbito das ciências da vida. Essa variedade do materialismo assumiu uma forma distintiva de monismo, ateísmo e crítica da autoridade. Entre seus teóricos mais significativos, estão Jacob Moleschott, August Christoph Carl Vogt e Friedrich Karl Christian Ludwig Büchner. Na atualidade, o físico, filósofo da ciência e humanista argentino, Mario Augusto Bunge, é o principal nome responsável pela reintrodução do termo "materialismo científico" na filosofia para designar suas próprias concepções materialistas.
O Materialismo é uma corrente filosófica que baseia-se na materialidade para a explicação do mundo e de questões filosóficos nos campos do conhecimento, como política e ética . O Materialismo Científico, por sua vez, baseia suas concepções de realidade a partir de ideias baseadas nos conhecimentos derivados das ciências naturais, ou seja, a realidade é composta unicamente por entidades materiais descritas pelas ciências da natureza, essas sendo regidas exclusivamente pelas forças físicas.

## Terminologia
Em meados do século XIX, defendido por pesquisadores e escritores científicos alemães, esse materialismo foi caracterizado como científico como oposição ao materialismo filosófico e ao materialismo moral. Descrito como "vulgar" pelo teórico marxista prussiano Friedrich Engels, para ao mesmo tempo dinstingui-lo de seu Materialismo Dialético, esse que integra a dinâmica dos processos históricos e das entidades sociais, e criticar essa corrente inacabada, em suas concepções, de pensamento defendida por Ludwig Büchner e Carl Vogt, isso por ela limitar-se a uma compreensão exclusivamente física do mundo, excluindo assim processos histórico-sociais da análise da realidade. Karl Marx, por sua vez, condena a negligência dos autores em relação às contribuições do método dialético de Friedrich Hegel, além disso, para Marx, a aplicação do método das ciências naturais ao estudo organizacional social leva à legitimação e permanência da ordem existente. 

## O Materialismo Científico de Mario Bunge
Nas décadas de 1960 e 1970, surgiram as primeiras elaborações materialistas da mente, essas baseadas na dimensão físico-química do pensamento. Em 1968, o conhecido filósofo australiano David Malet Armstrong  publicou "A Materialist Theory of the Mind", obra onde defende, por meio dos resultados da física, a possibilidade de estabelecer uma concepção materialista. 
Foi com Mario Bunge que o chamado "Materialismo Científico" surgiu no cenário da Filosofia. Em sua obra "Scientific Materialism", defende a concepção de mundo coerente com o conhecimento científico, essa distinguindo-se do fisicalismo, ou qualquer reducionismo, que ignora as especificidades e graus de complexidade da realidade, como fenômenos biológicos, psicológicos e sociais, introduzindo assim a necessidade da criação de um discurso específico para cada modo de complexidade da matéria, a fim de representar de maneira condizente as particularidades de cada . Bunge também tece diferenças em relação ao Materialismo Dialético, de Marx e Engels, esse sendo considerado "incompatível com a lógica e a ciência" , porém reconhecendo "o grande mérito histórico de combater tanto o idealismo quanto o materialismo vulgar, além de destacar o surgimento de novidades qualitativas". 